# Alex Luna
Alex Luna – (prawdziwe imię Ołeksandr Tyszczenko, ukr. Тищенко Олександр, ur. 2 marca 1986 w Ochock) ukraiński śpiewak – kontratenor, aktor, producent filmowy i działacz społeczny.

## Życiorys
Alex Luna urodził się 2 marca 1986 r. w mieście Ochock w Federacji Rosyjskiej.
W 1995 r. wraz z rodziną przeprowadził się do miasta Bachmacz na Ukrainie, a w 1999 r. do Kijowa.
W 2001 r. rozpoczął naukę w Kijowskim Instytucie Muzycznym im. R.M. Hlijera. Naukę zakończył w 2005 r. na kierunku wokalu akademickiego.
W 2003 r. Ołeksandr Złotnyk zaproponował Alexowi Lunie jedną z głównych ról (głos mórz południowych) w pierwszym ukraińskim musicalu „Ekwator”. W podstawowym składzie z Alexem Luną śpiewali Switłana Łoboda, Tina Karol, Wasyl Bondarczuk, Wasyl Łazarowycz.
Pierwszy kontrakt profesjonalny podpisał w 2007 r. z muzyczną wytwórnią Catapult Music. Jako owoc współpracy w 2008 r. ukazał się album debiutancki „Kwiat Księżyca”. Prezentacja albumu odbyła się w Kolumnowej sali w Kijowskim urzędzie miasta. Debiutancki klip dla piosenki „Kwiat Księżyca” stworzył reżyser amerykański Angel Gracia, który wcześniej współpracował  z takim gwiazdami światowego formatu jak Madonna i Enigma. W tym okresie głosem wykonawcy zainteresował się legendarny włoski kompozytor Claudio Simonetti dla stworzenia oryginalnego stylu muzycznego.
W latach 2007–2010 Alex Luna brał udział w okolicznościowych koncertach z okazji zakończenia II wojny światowej.
W 2008 r. występował na gali wręczania nagród „Owacja”.
W 2009 r. współpracuje ze szwedzkim A&R – i talent-menedżerem Antonem Sovą.  Rezultatem tej współpracy było wydanie przez muzyczną wytwórnię TUARON singla „Ręce ku niebu” oraz dalsza współpraca z artystą. Partie fortepianowe singla zagrał ukraiński pianista Pawło Ihnatjew.
W 2009 r. otrzymał nagrodę Człowiek Roku Naddnieprza.
W 2010 roku primabalerina Teatru Bolszoj Anastazja Wołoczkowa stworzyła tandem z Alexem Luną i zorganizowała wspólne tourne pt. „Dziewięć historii o miłości”. I już 26 kwietnia dali swój pierwszy koncert w Czerniowcach.
W sierpniu 2011 r. w Berlinie wystąpił na 10-leciu AID-Gala z pieśnią „my Heart will go on” z filmu „Titanic”.
3 września 2011 r. Alex Luna był pierwszym oficjalnym ambasadorem dobrej woli narodowej kampanii informacyjnej dotyczącej profilaktyki HIV/AIDS „Nie daj AIDS szans!” organizowanej przez Ministerstwo Ochrony Zdrowia Ukrainy przy wsparciu GIZ (Niemieckie Towarzystwo Współpracy Międzynarodowej).
W październiku 2011 r. występował  na 17-tym Balu operowym w Lipsku.
W 2011 r. także brał udział w występie z dziecięcym zespołem podczas ustawiania głównej choinki Ukrainy oraz występował na 3 charytatywnym balu prezydenckim w Ałma-Acie w Kazachstanie.

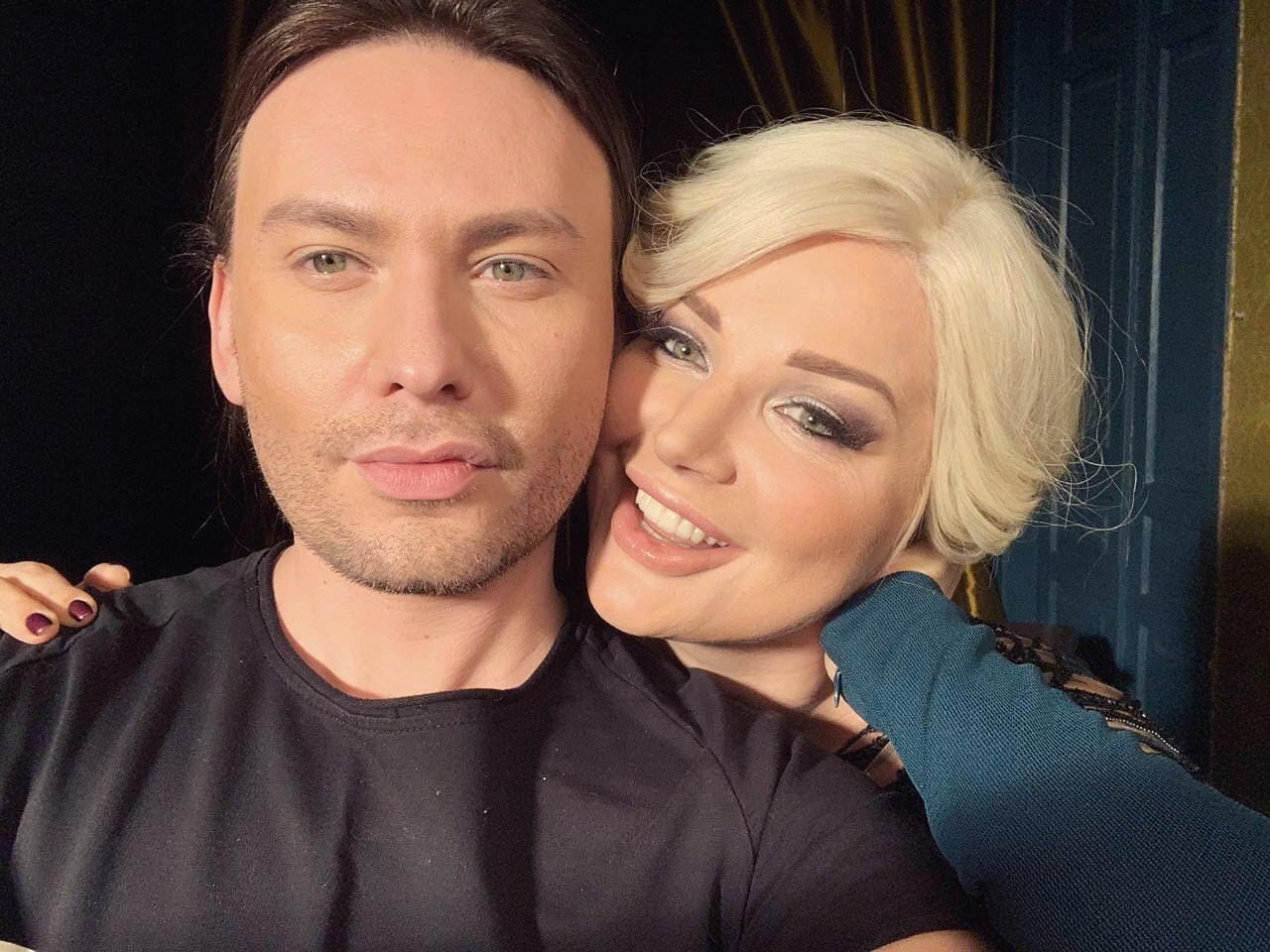
Alex Luna z Marija Maksakowa

Od 2017 r. Alex Luna współpracuje z operową śpiewaczką Marią Maksakową. Po raz pierwszy artyści wystąpili w duecie w Kijowie na Balu Wiedeńskim. W 2018 r. artysta przedstawił artystyczny program „Queen of Spades” („Dama Pikowa”) na scenie Filharmonii Odeskiej oraz w Charkowskim Narodowym Akademickim teatrze Opery i Baletu imienia Mykoły Łysenki.
W 2020 r. był współproducentem horroru „W czarnym-czarnym pokoju”.
W 2021 r. Alex Luna był autorem projektu artystycznego Somnia Disaster poświęconemu 35-leciu katastrofy w Czarnobylu z udziałem ukraińskiej modelki Sniżany Onopko. Prezentacja projektu odbyła się w dzień rocznicy tragedii 26 kwietnia w Muzeum Obrony Cywilnej „Gwiazda Piołun” w mieście Czarnobyl. 28 kwietnia w Narodowym Rezerwacie „Sofia Kijowska” w Kijowie. Od 14 do 21 sierpnia 2021 r. projekt był prezentowany w ramach 12-go Odeskiego Międzynarodowego Festiwalu Filmowego.
2 marca 2022 r. został uczestnikiem bułgarskiego projektu „Shouto na Nikolaos Cytiridis”.
W 2022 r. razem z ELDA (European Leadership and Debate Academy) oraz BosePark Production w składzie grupy ukraińskich dziennikarzy brał udział w tworzeniu podkastu „War at home” w języku ukraińskim i niemieckim pod kierownictwem niemieckiego dziennikarza i reżysera filmowego Kristiana Stahla.
Od 2022 r. Alex Luna został współpracownikiem fundacji charytatywnej „Podstawy Kraju”. W ramach działalności fundacji w 2023 r. wielokrotnie przewoził ukraińskie dzieci na odpoczynek do Bułgarii, gdzie miał wszelkie wsparcie i spotkanie z bułgarskim politykiem Bojko Borysowem.